# Svarta gyl (Härlunda socken, Småland)
Svarta gyl är en sjö i Älmhults kommun i Småland och ingår i Skräbeåns huvudavrinningsområde.